# Mariano Corrales Lausín
Mariano Corrales Lausín   (Saragossa, segle XX) va ser un ciclista espanyol que va córrer durant la dècada de 1950. En el seu palmarès destaquen dues victòries d'etapa a la Volta a Catalunya, el 1951 i 1954.

## Palmarès
- 1951
  - 1r al Trofeu Jaumendreu
  - Vencedor d'una etapa a la Volta a Catalunya
- 1953
  - 1r al Gran Premi Pascuas
  - 1r a la Clàssica a los Puertos
  - Vencedor d'una etapa a la Volta a Astúries
- 1954
  - Vencedor d'una etapa a la Volta a Catalunya
- 1955
  - Vencedor d'una etapa a la Volta a Andalusia
  - Vencedor d'una etapa a la Volta a Astúries
  - Vencedor d'una etapa a la Volta a Llevant

### Resultats a la Volta a Espanya
- 1955. Abandona